# Vražda dvou benediktinů v Šonově u Broumova v roce 1945
Vražda dvou benediktinů byla tragickou událostí, k níž došlo v Šonově u Broumova (tehdejší okres Broumov, nyní okres Náchod) 24. srpna 1945 v souvislosti s tehdy panujícími zmatky po oficiálním skončení druhé světové války.

## Oběti

### Alban Julius Prause, OSB
Alban J. Prause pocházel z Heřmánkovic na Broumovsku, kde se narodil 3. února 1887. V mládí vstoupil v broumovském klášteře do benediktinského řádu. Dne 5. října 1908 složil věčné mnišské sliby a 14. července 1912 byl vysvěcen na kněze. Byl velmi vzdělaný, teologii vystudoval na Karlově univerzitě v Praze a převážnou část aktivního života prožil jako profesor na řádovém gymnáziu při broumovském klášteře. Badatelsky se věnoval výzkumu dialektu němčiny v okolí Broumova (nářečí, zvané Teschdörfer). O broumovském německém nářečí také v roce 1927 publikoval knihu Die Laute der Braunauer Mundart. Nějaký čas byl rovněž provizorem (tj. hospodářským správcem) broumovského opatství. Gymnázium bylo nacisty k 1. červenci 1939 nuceně uzavřeno, a stárnoucí, ale stále aktivní Prause se ujal řádové benediktinské farnosti v nedalekém Šonově. Zde si velice rychle získal u lidí oblibu. Žil životem venkovského faráře, ale zároveň se snažil udržovat kontakty se svými bývalými žáky z gymnázia. Prause se do prvního konfliktu s českými ozbrojenci dostal již 21. června 1945, kdy tito poprvé vtrhli na šonovskou faru a zčásti ji vykradli. Snad i tato událost přispěla k Prauseho rozhodnutí odejít co nejdřív do penze a vrátit se do broumovského kláštera. Svým způsobem vliv na toto rozhodnutí mohla mít i různá smyšlená obvinění a náznaky uplatňování určité presumpce viny, se kterými se Prause musel potýkat. Šlo například o vylhané obvinění ze spolupráce s Werwolfy, s nimiž citlivý, intelektuálně laděný kněz neměl nic společného. V kontextu doby byla (třebas i neopodstatněná)  obvinění z podobných přečinů věcí velmi nebezpečnou, která mohla obviněnému přivodit značné problémy, eventuálně i smrt.

### Ansgar Alfons Schmitt, OSB
Schmitt pocházel, stejně jako Prause, z Heřmánkovic, kde se narodil 18. března roku 1910. Vystudoval broumovské gymnázium, kde byl Prause jedním z jeho profesorů a po maturitě vstoupil v Broumově do benediktinského řádu a po absolvování noviciátu vystudoval teologii. Věčné mnišské sliby složil 8. září 1931. Na kněze byl vysvěcen 5. května 1935. Za druhé světové války musel sice narukovat do nacistické armády, vzhledem ke svému kněžství se ale dostal ke zdravotní jednotce a celou válku prožil jako zdravotník beze zbraně. V roce 1943 padl do zajetí. V roce 1945 se v tichosti vrátil do Broumova. Stárnoucí Prause, který znal Schmitta od jeho dětství, a považoval jej zřejmě v jistém smyslu za svého odchovance, si jej vyžádal na výpomoc do Šonova, kam se také Schmitt v průběhu července téhož roku odstěhoval. Prause se začal chystat na odpočinek s tím, že Schmittovi postupně předá správu celé farnosti. Biskupství v Hradci Králové následně Schmitta jmenovalo oficiální cestou prozatímním administrátorem (tzv. administrátor ad interim) šonovské farnosti. Toto jmenování mimo jiné svědčí o tom, že Schmitt nebyl biskupstvím považován nikterak za problematickou osobu. Správu farnosti oficiálně převzal k 15. srpnu 1945, tedy pouhých 9 dní před svou i Prauseho smrtí. I přes faktickou krátkost svého působení v Šonově se mladý Schmitt velmi rychle zapisoval do paměti svých farníků. Povahově bývá popisován jako klidný, melancholický typ.

## Vraždy v Šonově

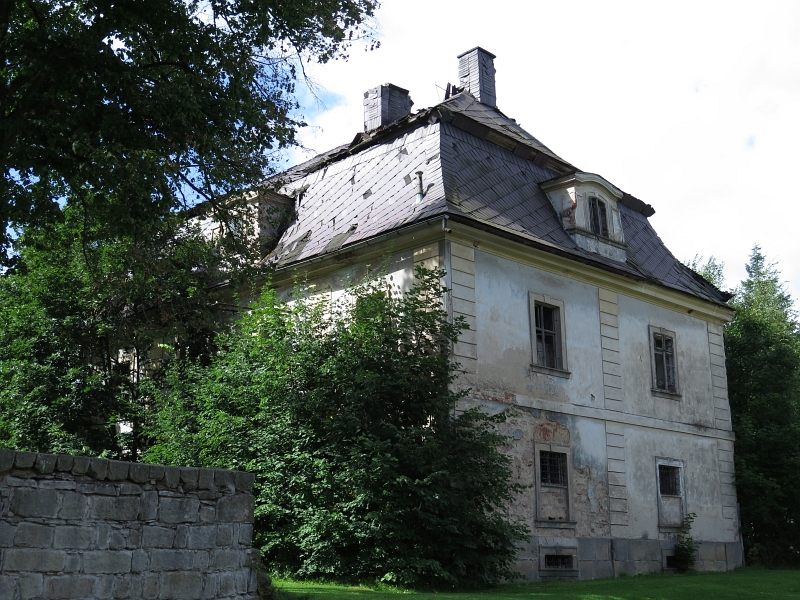
Budova bývalé fary v Šonově, kde bydleli Alban Prause a Ansgar Schmitt

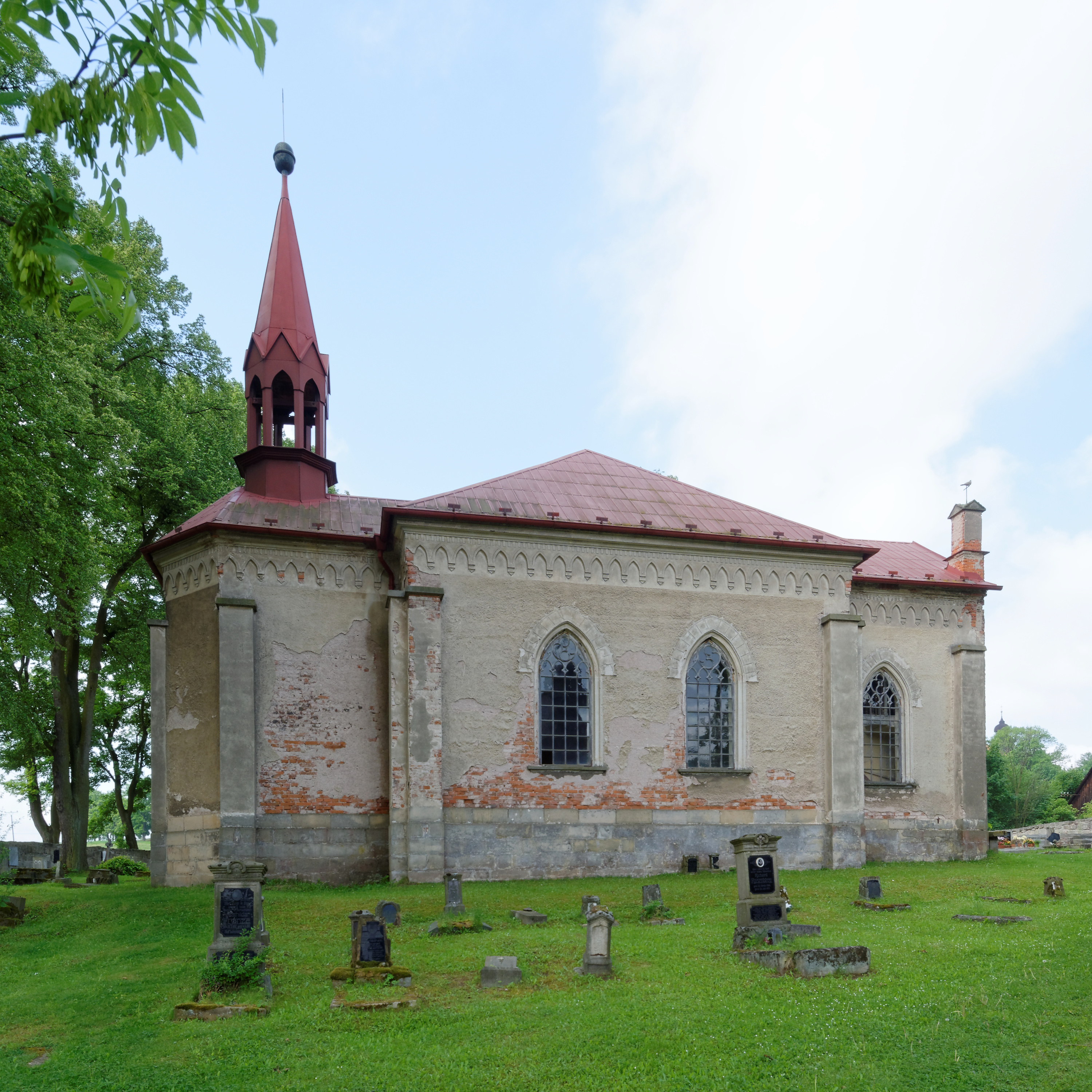
Kaple Panny Marie na hřbitově vedle fary, kterou ozbrojenci po přepadení fary rovněž zčásti vykradli

Jednalo se o svévolnou akci skupiny, vedené bývalým vojákem (resp. důstojníkem Československé armády v záloze) Václavem Hamzou, který se na Broumovsku objevil v červnu 1945 a začal zde „čistit pohraničí“. V době vražd v Šonově již měl minimálně jednu podobnou událost na svědomí. Skupinu vedle Hamzy tvořili tři vojáci strážního oddílu - Jan Hercík, Václav Zelený a František Ticháček. K těm se přidal předseda místní správní komise Josef Verner a místopředseda téže komise Josef Marek a také šonovský řezník Karel Špulák. Tito vtrhli 24. srpna 1945 na šonovskou faru. Faru vyrabovali, přičemž tvrdili, že hledají důkazy o protistátní činnosti kněží. Nic takového ale nenašli. Hamzovi lidé zároveň fyzicky napadli farní hospodyni Annu Schönovou, které se ale podařilo z fary záhy utéct a skrýt se v blízkém statku, zvaném Šolcovna (nynější č. p. 221 a 222). Ozbrojenci se následně opili, ukradli některé cennosti z blízké hřbitovní kaple a oba kněze odvlekli do lesa, směrem ke hranici s Polskem. Verner, Marek a Špulák zůstali na faře, kde pokračovali v opíjení se. Velitel skupiny Hamza nařídil zbytku skupiny, že Prause a Schmitt „musej zmizet“ Nato Hamza odjel s převážnou částí na faře a v kapli nakradených věcí do Broumova. Ostatní ozbrojenci, Marek, Hercík, Zelený a Ticháček se zajatými kněžími se stavili ve statku rodiny Weisserů, kde zabavili další alkohol a vydali se s mnichy na další cestu směrem ke hranici. Během této relativně krátké zastávky se podařilo Ansgaru Schmittovi promluvit pár slov s výměnkářkou Jenovefou Weisserovou a poprosit jí o modlitby. Ač oběma kněžím bylo původně sděleno pouze, že budou odvedeni za hranici, těmto bylo záhy jasné, že ve skutečnosti jdou na smrt, což dokládá zachycená Prauseho poznámka směrem ke Schmittovi: „Hochu zlatá, je s námi amen.“
V lese nad osamocenou kaplí mnichy zastřelili a zahrabali do improvizovaného, mělkého hrobu. K tomuto stačila pouhá skutečnost, že šlo o Němce. O to, zda se za války dopustili něčeho špatného, či nikoliv, se nikdo z vrahů nezajímal. Vrazi mnichy provizorně ukryli (hodili je do terénní prohlubně a přikryli je jejich kabáty). Nedlouho poté na místo došel sedlák Weisser, který po děsivé noční „návštěvě“ na svém statku zřejmě chtěl zjistit, co s mnichy bude dál. Nalezl jejich mrtvoly a rozhodl se, že vše oznámí úřadům. Druhého dne ráno se vrazi na místo vrátili, vykopali mělký hrob, mnichy do něj nacpali a zaházeli je zeminou. Když se Weisser na původní místo téhož dne odpoledne vrátil, aby vše obhlédl ještě za denního světla, mrtvoly zde již nenašel (nedaleko se nacházejícího improvizovaného hrobu si zřejmě v rozrušení nevšiml). 
V tento den se nicméně o události dozvěděl místní příslušník finanční stráže, Čech Klement Pavelka (který v Šonově žil již před válkou a velmi dobře znal místní poměry). Ten totiž ve vsi narazil na jednoho z účastníků rabování fary, šonovského řezníka Špuláka, který mu v doznívající opilosti prozradil, že se stalo „něco co se nemělo stát“. Mezitím se po vsi díky výměnkářce Weisserové roznesla zpráva, že oba místní kněží byli kamsi odvedeni ozbrojenými muži a od té doby o nich nikdo nic neví. Pavelka si zmizení kněží spojil s opilcovým blábolením a vše ihned oznámil na oblastní vojenské velitelství v Broumově. Jelikož se celá událost jevila problematickou i místním (již českým) orgánům, bylo zahájeno oficiální úřední vyšetřování. Farní hospodyně Schönová se mezitím rovněž odebrala do Broumova a vše, co se dělo, oznámila správci kláštera, P. Salesiu Sommernitzovi. První výslechy některých vytipovaných pachatelů proběhly 26. srpna na oblastním velitelství československé armády v Broumově.  Četnictvo, které vyšetřování převzalo 28. srpna, mělo zpočátku v lecčems usnadněnou práci, neboť jakési „prvotní šetření“ přímo v Šonově mezitím také provedla na Pavelkův příkaz finanční stráž, která četnictvu svá zjištění předala. Šonovská farnost následně zůstala krátce bez duchovní správy. Až 15. září 1945 byl zde prozatímním administrátorem ustanoven další broumovský benediktin, P. Basil Wilhelm Urbaschek, OSB.

## Vyšetřování

### Vyšetřování v roce 1945
Kolem 20. září 1945 byly ostatky obou kněží objeveny poté, co je vyhrabala lesní zvěř. Následně byli na naléhání již zmíněného Klementa Pavelky přeneseni na šonovský hřbitov a zde pohřbeni. Tehdy se také zjistila značná devastace obou těl. Hamzovi muži to vysvětlili tím, že pod vlivem alkoholu měli potřebu se několikrát ujišťovat, že oba mniši jsou skutečně po smrti a proto do jejich mrtvol opakovaně stříleli. Při snaze nacpat mnichy do improvizovaného hrobu, který velikostně zcela nedostačoval, pak byly mnichům porůznu způsobeny posmrtné zlomeniny na různých částech těla. Ansgar Schmitt měl také podle některých svědectví rozdrcenou lebku, k čemuž evidentně muselo dojít působením opakovaného násilí a nikoliv pouze v důsledku střelby.
Části lesa, kde byli benediktinští mniši zavražděni, se hovorově začalo říkat U Farářů, a tento název později dokonce přešel do oficiálních map.
Jeden z přímých vrahů, vojín Hercík, během výslechu vypověděl: „V době zastřelení obou kněží jsme všichni vojáci byli v podnapilém stavu a já jsem nevěděl, co činím.“ Přesný průběh události se ovšem nepodařilo zrekonstruovat, neboť výpovědi vyšetřovaných se v určení toho, kdo začal na kněze střílet rozcházely. František Ticháček označil za původce střelby Hercíka. Jan Hercík, naopak tvrdil, že střelbu zahájil právě Ticháček. To, kdo z nich střílel jako první, se již nikdy nepodařilo objasnit. Při výsleších bylo také zjišťováno, zda byly nějaké důkazy o pronacistické orientaci a protistátní činnosti obou kněží. Bylo konstatováno, že kněží se ničeho protistátního nedopustili a o údajné sympatizaci s nacismem nelze rovněž mluvit. Josef Marek se sice snažil zabití kněží ospravedlnit alespoň tvrzením, že na faře údajně nalezli při prohlídce výtisk knihy Mein Kampf, ostatní vyšetřovaní ale takový nález popřeli (připustili pouze nález většího množství alkoholu, který si obratem přivlastnili a zkonzumovali ho). Tvrzení o nálezu Hitlerovy knihy tedy bylo shledáno jako Markova účelová lež. Ač šlo de facto o křivou výpověď, nebyl za ní Marek nikterak trestán.
Hamza byl ovšem ve svých snahách o „vylikvidování“ Němců v okolí Broumova velmi aktivní, a ještě na přelomu let 1945–1946 byl vyšetřován pro několik dalších svých násilných excesů, páchaných převážně na Broumovsku, ale zčásti také v přilehlých příhraničních oblastech Polska. Toto vyšetřování však bylo uzavřeno se zdůvodněním, že Hamza se sice „dopustil různých přehmatů, avšak svou službu konal dle vlastního přesvědčení správně a měl na zřeteli jedině prospěch státu a celku.“ Je také konstatováno, že nikdy nebyl oficiálně vzat do služební přísahy, a proto nemůže být stíhán ani pro zneužití úřední moci. V rámci prošetřování byl Hamza opakovaně vyslýchán, ale po zastavení jeho stíhání se jeho výslechové protokoly ztratily. Okresní národní výbor v Broumově pak v říjnu 1945 ohlásil na Zemský národní výbor v Praze upravenou verzi šonovských událostí. O benediktinských kněžích hlásil, že jsou (pouze) pohřešováni, ač bylo již několik týdnů zřejmé, že ve skutečnosti jsou po smrti.

### Vyšetřování v roce 1947
Pokus o znovuotevření případu podnikl ještě v roce 1947 štábní strážmistr SNB z Broumova, Hernych poté, co jej k tomu během své návštěvy Broumova přemluvil tehdejší ministr zdravotnictví, Adolf Procházka, jehož rodina měla na benediktinský řád blízké vazby. Hernych navíc měl i osobní antipatii k Václavu Hamzovi, takže se eventuální obnově vyšetřování (a z toho plynoucí možnosti se problematického „revolucionáře“ přinejmenším na nějaký čas zbavit) rozhodně nebránil. Výsledkem šetření bylo podání trestního oznámení na Jana Hercíka a Františka Ticháčka pro vraždu, a na Václava Hamzu, vojína Zeleného a někdejšího předsedu místní správní komise Marka za spoluúčast na vraždě. Toto druhé vyšetřování smrti Albana Prauseho a Ansgara Schmitta bylo nakonec nuceně uzavřeno konstatováním, že oba mniši se ničím neprovinili, nicméně že na jejich vrahy se vztahuje zákonem deklarovaná mimořádná legalizace tohoto skutku a z toho vyplývající nepřípustnost jejich trestního stíhání. Cesta k legálnímu potrestání vrahů se s ohledem na uplatnění tohoto zákona definitivně uzavřela.

### Pokus o nové vyšetření v 90. letech
Další pokus o vyšetření vražd obou kněží učinil začátkem 90. let tehdejší broumovský děkan, želivský premonstrát, Norbert J. Zeman, O.Praem., který byl vedle Broumova rovněž ex currendo administrátorem tehdy ještě existující šonovské farnosti. V místních novinách publikoval o událostech z roku 1945 článek, na jehož podkladě podal spisovatel Ludvík Vaculík s několika spolupracovníky v roce 1995 podnět na nové prošetření celé události Vrchnímu státnímu zastupitelství. Podnět byl v roce 1996 zamítnut s tím, že zločin je promlčen. Další pokusy o vyšetření pak již nebyly učiněny.

## Další osudy účastníků vraždy

### František Ticháček
Vrazi kněží se ještě po srpnových událostech roku 1945 nějakou dobu podíleli na různých násilnostech na Broumovsku, později se z kraje rozutekli jinam. Z přímých vrahů zde zůstal pouze František Ticháček, který byl krátce po válce trestně stíhán za milostný poměr s Němkou. Obvinění, vůči němu vznesené bylo velmi zajímavě formulováno, neboť „urazil národní cit českých spoluobčanů (...) hazardoval se svou národní ctí“ a „vzbudil veřejné pohoršení a pobouření“. Jeho německá milenka byla následně urychleně odsunuta do Německa. Za poměr s ní byl skutečně odsouzen k uvěznění po dobu jednoho měsíce. Trest však nikdy nenastoupil, neboť celá záležitost se zdlouhavě řešila až do roku 1948, kdy na ní byla nakonec vztažena amnestie. Ticháček se později oženil s Češkou a již jako otec od rodiny bydlel v kolonii dělnických domků na okraji Broumova. Paradoxně z některých oken tohoto domku byl dobrý výhled na šonovský les, kde Ticháček kdysi vraždil mnichy.

### Jan Hercík
Druhý z přímých vrahů, vojín Jan Hercík (někdy je paradoxně uváděno jeho příjmení v germanizované podobě jako Herzik) měl z protektorátních dob problematickou minulost, přinejmenším v tom, že žil v manželství s říšskou Němkou, ke kterému získal v roce 1944 povolení od nacistických úřadů. Po šonovských událostech byl sice v průběhu září 1945 vyšetřován, na základě prohlášení skutku vraždy kněží za beztrestný bylo však vyšetřování zastaveno a nikdy potrestán nebyl. Jeho další životní osudy jsou nedohledatelné.

### Karel Špulák
Účastník rabování fary, šonovský řezník Špulák, se postupně stal těžkým alkoholikem a spáchal v roce 1961 v kapli nad vsí sebevraždu zastřelením. Jelikož šlo o tutéž kapli, kolem které byli Prause a Schmitt vedeni na smrt a v blízkosti které byli zastřeleni, lze se domnívat, že Špulákova smrt měla s někdejším zabitím obou kněží souvislost. Například v tom, že Špulák mohl pociťovat (jakožto do určité míry spolupachatel) výčitky svědomí, které řešil nejprve mnoholetým alkoholismem a nakonec sebevraždou v blízkosti místa události, za kterou cítil spoluvinu. Pocitu spoluviny odpovídá jeho první reakce na vraždy kněží po částečném vystřízlivění, kdy o události mluvil před Klementem Pavelkou jako o tom, „co se nemělo stát“.

### Václav Hamza
Velitel skupiny, který nařídil zastřelení Prauseho a Schmitta, bývalý voják Václav Hamza, se v Broumově pokoušel dělat národního správce v jedné místní firmě. Po městě byl však spíše znám jako opilec a výtržník a jeho správcovství skončilo ostudou a obviněním z defraudace. Od dalších problémů jej zachránilo pouze to, že podepsal spolupráci s StB. Zřejmě díky této spolupráci se ztratily Hamzovy výslechové protokoly ze šonovského případu. StB zřejmě nechtěla riskovat, že by vyšlo najevo, že jeden z jejich agentů byl vyšetřován pro podíl na několika vraždách. Hamza se v roce 1949 pokusil o ilegální emigraci, byl však chycen pohraničníky a následně za pokus o nedovolený přechod hranic strávil dva roky ve vězení. Po propuštění pracoval pak jako brigádník v dolech na Trutnovsku, později v rychlém sledu vystřídal několik dalších zaměstnání. Na přelomu 60. a 70. let se odstěhoval do Kladna, kde pokračoval v práci horníka a kde také v roce 1978 zemřel.

### Josef Marek
Největším paradoxem tohoto místopředsedy správní komise v Šonově, podílejícího se na rabování na faře a spoluzodpovědného za zabití obou kněží, Josefa Marka, byla skutečnost, že v době svého působení v šonovské správní komisi a v době vražd mnichů byl podle tehdejších zákonů ještě nezletilý. Nedlouho po dosažení dospělosti vstoupil do KSČ, přestěhoval se do Prahy a zde vystudoval ekonomickou vysokou školu s titulem inženýra. Následně působil řadu let jako ekonomický poradce na Úřadu vlády. Zemřel v roce 1994.

## Další osudy iniciátora vyšetřování, Klementa Pavelky
Iniciátor prvotního vyšetřování události v roce 1945, Klement Pavelka, inicioval mimo prvotního vyšetřování v roce 1945 také  řádné pohřbení mnichů na šonovském hřbitově. Tato akce měla pro něj nicméně záhy důsledky. Byl nejprve s platností od 21. září 1945 zproštěn funkce v místní správní komisi (prozatímní národní výbor) a později i propuštěn od finanční stráže.. Později pracoval v uhelných skladech v Broumově. Potrestání vrahů kněží se nikdy nedočkal a zemřel v roce 1990.

## Podobné události z té doby v okolí

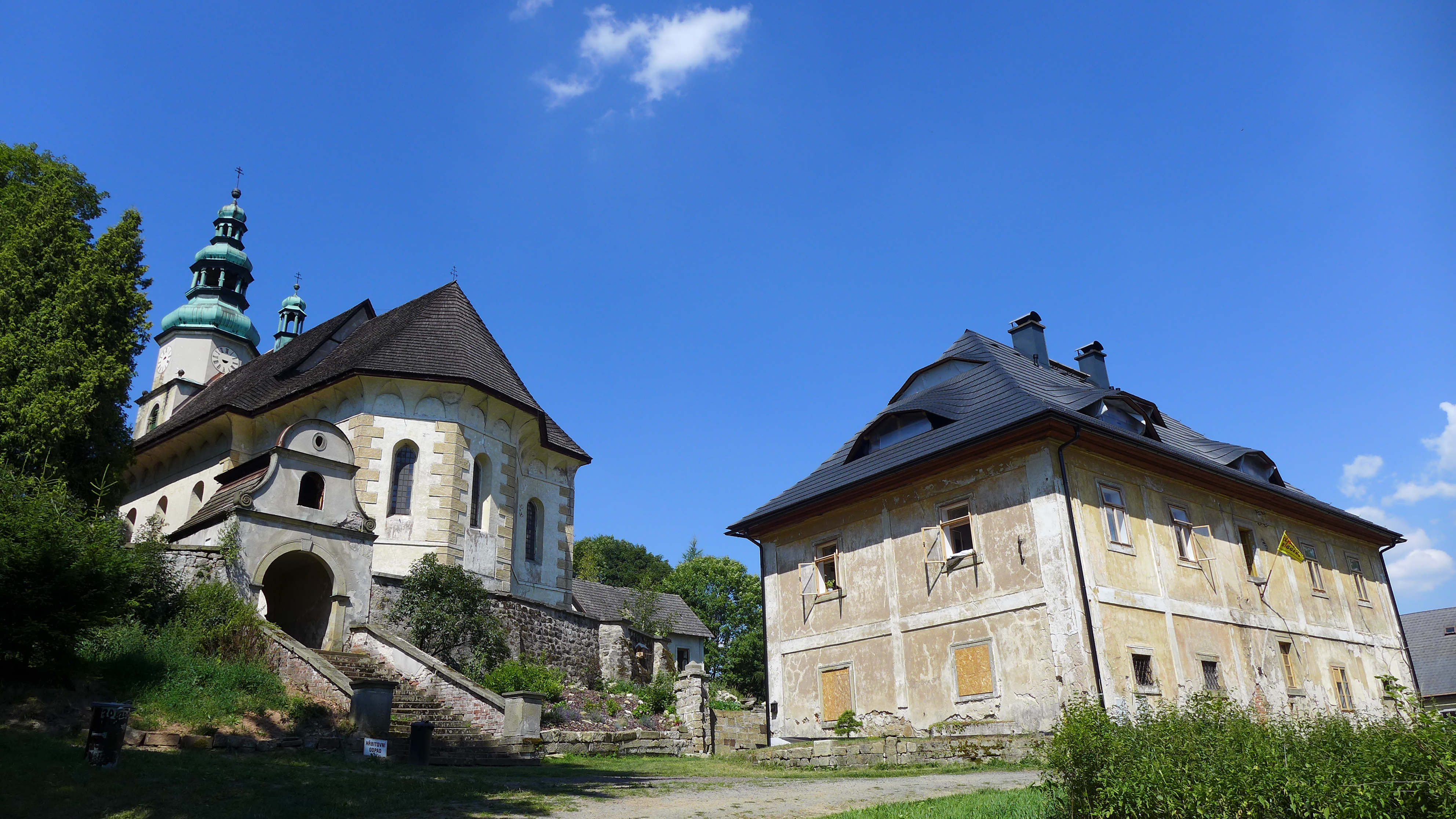
Kostel a fara ve Zdoňově, působiště další oběti násilností z jara 1945, P. Cölestina Baiera. V jeho vraždě již figuroval jako jeden z pachatelů pozdější organizátor vražd v Šonově, Václav Hamza.

Je třeba podotknout, že v tomto kraji nebyla celá tragická šonovská událost ojedinělým excesem. Předcházely jí dvě jiné vraždy kněží. Již 16. června 1945 byl poblíž Nového Města nad Metují zastřelen Anton Rührich, farář z Olešnice v Orlických horách, který několik dní předtím byl bezdůvodně zatčen a následně umístěn na nucené práce v údolí Peklo u Nového Města nad Metují. Nutno podotknout, že byl zastřelen bez řádného vyšetření vznesených obvinění a navzdory přímluvám a zárukám, které za něj dával Petr Štěpánek, český děkan z novoměstské farnosti. Dne 20. července 1945 pak v Teplicích nad Metují byl zlynčován a nakonec rovněž zastřelen Cölestin Baier, dlouholetý farář ve Zdoňově a zároveň okrskový vikář tehdejšího broumovského vikariátu. Paradoxem je, že Baier se snažil napjatou situaci po skončení války mezi svými převážně německojazyčnými farníky spíše uklidňovat. Spolu s Baierem byli zastřeleni tři další lidé, kteří se v té době zdržovali na zdoňovské faře a paradoxně doufali, že tak snáze přečkají neklidný čas. Kněz si velmi rychle uvědomil, co jej a jeho farníky čeká a cestou na smrt se je snažil povzbuzovat, aby zůstali v klidu a zachovali si naději v Boží milost. V případě vraždy okrskového vikáře Baiera již figuroval jako jeden z účastníků pozdější hlavní organizátor vražd kněží v Šonově, Václav Hamza, který byl krátce také předsedou místní správní komise v Baierově působišti, ve Zdoňově. Teprve, když se jeho situace tam stala neúnosnou, přenesl svou činnost do Broumova a Šonova, kde však evidentně pokračoval ve svém řádění naprosto stejným způsobem.

## Ozvuky události

### Ozvuky v Čechách
O události se poměrně dosti obšírně (ovšem s některými nepřesnostmi, danými tím, že o této tragédii věděl jen z doslechu) ve svých pamětech zmiňuje někdejší opat břevnovského kláštera, Anastáz Opasek.
Tragický osud obou benediktinů ze šonovské fary začal být více připomínán až po roce 2000. V roce 2011 vyrobil někdejší šonovský místostarosta, Stanislav G. Pitaš, velký dřevěný kříž, který sám odnesl a následně vztyčil v lese na místě, kde byli Prause a Schmitt zavražděni. Sám Pitaš uvedl, že kříž vztyčil proto, že chtěl alespoň symbolicky odčinit zlo, které do Šonova a okolí přinesl Václav Hamza se svými kumpány. Vztyčení kříže zároveň chápal jako jakési gesto smíření. Kaple poblíž místa vraždy, v níž spáchal sebevraždu řezník Špulák, byla řadu let zanedbaná. Zásadním způsobem byla opravena v roce 2014.
Dne 23. října 2021 se v šonovském kostele sv. Markéty konala za oba zavražděné kněze zádušní bohoslužba. Jejím hlavním celebrantem byl převor z pražského Břevnova, P. Benedikt Vojtěch Kolaja, OSB. Památka obou kněží je stále v Šonově připomínána a jejich hrob na místním hřbitově je udržován v dobrém a důstojném stavu.

### Ozvuky mezi odsunutými sudetskými Němci a jejich potomky
Spis Obec Šonov, který vydal jako soukromý tisk v blíže neurčeném roce Heimatskreis Braunau, sídlící ve Forchheimu, a který byl později (zřejmě v 90. letech 20. století) vydán jako nepříliš kvalitní xerotisk i v českém překladu, uvádí (ovšem bez uvedení jakýchkoliv zdrojů) tvrzení, že vrazi kněží měli nedlouho po činu všichni zemřít, buď za tragických okolností, nebo na rakovinu.  Ve světle výsledků rozsáhlého bádání spisovatele, básníka a dokumentaristy Miloše Doležala z počátku třetí dekády 21. století je ovšem zřejmé, že jde pouze o nepodložené legendy, tradované mezi osobami, zahrnutými po roce 1945 do odsunu a posléze mezi jejich potomky. Z těchto zvěstí odpovídá do nějaké míry pouze informace o sebevraždě řezníka Karla Špuláka, kterou však spis datuje do nesprávného roku. Autoři uvedeného spisu tedy buď nekriticky převzali různá tradovaná vyprávění a zkompilovali je, nebo se pokusili vzbudit dojem jakéhosi pomyslného zásahu „vyšší spravedlnosti“. Z Doležalova bádání je naopak zřejmé, že účastníci vraždy žili po těchto událostech vesměs ještě několik desítek let, a kromě opakovaně z různých důvodů bezpečnostními orgány vyšetřovaného výtržníka a alkoholika Hamzy a sebevraha Špuláka proběhl zbytek jejich životů zřejmě i v relativním poklidu.